# Ballet de la Félicité
Le Ballet de la Félicité est un ballet de cour, comprenant deux poèmes de Tristan L'Hermite, représenté le 17 février 1639 pour saluer la naissance du dauphin, le futur Louis XIV.

## Présentation
Le ballet est représenté à Saint-Germain, le 17 février 1639, « en réjouissance de l'heureuse naissance du dauphin si longtemps attendu ». Tristan fournit deux des entrées du ballet. Ses poèmes sont intégrés dans les recueils de La Lyre, en 1641.

## Postérité

### Éditions nouvelles
Le Ballet de la Félicité est inclus dans le recueil des Ballets et mascarades de cour de Henri III à Louis XIV de Paul Lacroix, dit le Bibliophile Jacob.
Les deux poèmes de Tristan, La Joie et Les Grâces dédiés à la Reine, sont réédités en 2002 dans les tomes II des Œuvres complètes de Tristan L'Hermite. Ils sont retenus par Pierre Camo en 1925, dans son édition intégrale des Amours accompagnée d'une sélection de La Lyre.

### Œuvres complètes
- Jean-Pierre Chauveau et al., Tristan L'Hermite, Œuvres complètes (tome II) : Poésie I, Paris, Honoré Champion, coll. « Sources classiques » (no 41), 2002, 576 p. (ISBN 978-2-7453-0606-7)

### Anthologies
- Paul Lacroix, dit le Bibliophile Jacob, Ballets et mascarades de cour de Henri III à Louis XIV (1629-1640), t. 5, Paris, Slatkine, 1968 (1re éd. 1870), 360 p. (lire en ligne)
- Pierre Camo (préface et notes), Les Amours et autres poésies choisies, Paris, Garnier Frères, 1925, XXVII-311 p.

### Ouvrages cités
- Napoléon-Maurice Bernardin, Un Précurseur de Racine : Tristan L'Hermite, sieur du Solier (1601-1655), sa famille, sa vie, ses œuvres, Paris, Alphonse Picard, 1895, XI-632 p.
- Sandrine Berrégard, Tristan L'Hermite, « héritier » et « précurseur » : Imitation et innovation dans la carrière de Tristan L'Hermite, Tübingen, Narr, 2006, 480 p. (ISBN 3-8233-6151-1, présentation en ligne)
- Amédée Carriat, Tristan, ou L'éloge d'un poète, Limoges, Éditions Rougerie, 1955, 146 p.
- Doris Guillumette, La libre pensée dans l'œuvre de Tristan L'Hermite, Paris, Nizet, 1972, 205 p.

### Cahiers Tristan L'Hermite
- Cahiers Tristan L'Hermite, Dédié à Amédée Carriat, Limoges, Rougerie (no XXV), 2003, 112 p. (ISBN 2-85668-099-2)
Rémy Landy, Sur quelques airs de Tristan, p. 80–86
Jean-Pierre Chauveau, Quand Tristan inspirait les musiciens, p. 87–94